# Se questo non è amore
Se questo non è amore è un album di Teddy Reno pubblicato nel 2007 dalla CNI/Delta dischi.

## Tracce
1. Se questo non è amore (E. Tomasini, R. Fia)
2. Addormentarmi così (V. Mascheroni, O. Ferrari)
3. Night and day (C. Porter)
4. Piccolissima serenata (A. Amurri, G. Ferrio)
5. Prisoner of love (Columbo, Robin)
6. Troppo tardi (Lelio Luttazzi)
7. There's no you (Hopper, Adair)
8. Medley: Accarezzame / 'Na voce, 'na chitarra e 'o poco 'e luna (C. Alberto Rossi, N. Salerno, P. Calvi, U. Calise)
9. Speak low (K. Weill, Nash)
10. Medley: Trieste mia co' son lontan de ti / Trieste mia eterno ritornello (Te voio ben) (A. Zeppieri)
11. Mañana (Lee, Barbour)
12. Nature boy (E. Ahbez)